# Мануфактура
Мануфакту̀ра (на полски: Manufaktura – „работилница“) е търговски, развлекателен и културен комплекс в Лодз, Полша. Със своите 110 000 м2 брутна наемна площ, Manufaktura е най-големият търговски център в Полша. Комплексът е построен на територията на бивш индустриален комплекс от XIX-XX век при което старите тухлени сгради са реставрирани и са допълнени с нова сграда от стъкло и стомана.

## Магазини и услуги
Комплексът има около 300 наемателя към края на 2013 г. Сред тях има:
- над 100 магазина за облекло
- около 40 ресторанта и барове
- около 25 магазина за бижутерия и аксесоари
- развлечения: 2D и 3D кино, Experymentarium – интерактивен музей на науката[4][5], дискотека, стена за катерене, казино, спортен и фитнес център и др.
- култура: театър (Teatr Mały[6]), музей на фабриката, крило на Музея на изкуствата в Лодз (Muzeum Sztuki w Łodzi[7]) и др.
- хотел Andel's – четиризвезден хотел разположен в сградата на бившата предачна фабрика